# Krutyński Piecek
Krutyński Piecek (Duits: Krutinnerofen) is een plaats in het Poolse district  Mrągowski, woiwodschap Ermland-Mazurië. De plaats maakt deel uit van de gemeente Piecki en telt 140 inwoners.